# Phyllotis osgoodi
Phyllotis osgoodi är en däggdjursart som beskrevs av Mann 1945. Phyllotis osgoodi ingår i släktet storörade möss och familjen hamsterartade gnagare. IUCN kategoriserar arten globalt som otillräckligt studerad. Inga underarter finns listade i Catalogue of Life.
Denna gnagare är bara känd från en mindre region i Anderna i norra Chile. Den vistas där i klippiga landskap.
Arten når en kroppslängd (huvud och bål) av 84 till 135 mm, en svanslängd av 80 till 110 mm och en vikt av 27 till 57 g. Bakfötterna är 24 till 29 mm långa och öronen är 20 till 28 mm stora. På ovansidan förekommer orangebrun till gulbrun päls och undersidans päls har en ljusgrå färg. Phyllotis osgoodi skiljer sig från andra storörade möss genom avvikande detaljer av kraniets konstruktion. Den har en diploid kromosomuppsättning med 40 kromosomer (2n=40).
Individerna rör sig främst på marken. Annars är inget känt om levnadssättet.